# یونان نوسنگی
یونان نوسنگی یک اصطلاح باستان‌شناسی است که برای اشاره به مرحله نوسنگی تاریخ یونان استفاده می‌شود که با گسترش کشاورزی به یونان در ۷۰۰۰ تا ۶۵۰۰ پیش از میلاد آغاز شد و در حدود ۳۲۰۰ پیش از میلاد به پایان رسید. در این دوره، پیشرفت‌های زیادی مانند ایجاد و گسترش اقتصاد مختلط کشاورزی و دامپروری، نوآوری‌های معماری (یعنی خانه‌های «مگارون» و «تسنگلی»)، و همچنین هنر و ابزارآلات پیچیده رخ داد. یونان نوسنگی بخشی از پیشاتاریخ اروپای جنوب شرقی است.